# Paolo Saverio di Zinno
Paolo Saverio di Zinno (Campobasso, 3 dicembre 1718 – Campobasso, 29 aprile 1781) è stato uno scultore italiano che ha operato sul legno nell'arte sacra.

## Biografia

### Infanzia e giovinezza
Incline alla scultura e all'arte in genere Paolo  nasce a Campobasso il 3 dicembre 1718 da un'umile famiglia di contadini, Andrea Di Zinno e Lucia di Soccio. Battezzato nella chiesa parrocchiale di San Bartolomeo, vive l'infanzia in serenità evidenziando una predisposizione alla statuaria. De Rubertis scrive che "fin dall'infanzia l'autore si faceva ammirare per il suo trasporto per la scultura, ma nato da poveri genitori sarebbe restato al di sotto del mediocre, se il cuore generoso del magnanimo Filippo Mazzarotta, ricco proprietario del suo tempo, non si fosse incaricato della sua istruzione mantenendolo proprie spese nelle prime officine della capitale". La notizia del patronato del Mazzarotta rimbalza di storico in storico ed è data per certa, tanto che Lalli si ferma a dare ulteriori motivazioni dell'atto di mecenatismo del benestante tracciandone un profilo familiare.

### I primi passi come scultore
È l'approfondita ricerca di Felice che restituisce alla storia una dettagliata biografia dello scultore, mandato a Napoli nel 1737 a studiare statuaria presso il maestro Gennaro Franzese dai fratelli Giovambattista e Giuseppe.
Gli scritti consultati dal Felice puntualizzano l'iter formativo napoletano che, confermano le osservazioni di Lattuada, avrà un'influenza sullo sviluppo del carattere artistico e delle scelte di indirizzo del Nostro. La predisposizione, la volontà e il contesto antropico in cui vive, per il Verlengia,  favoriscono i rapidi progressi dello scultore che, tornato a Campobasso, si cimenta nella realizzazione di una statua dedicata all'Immacolata.  
Nel 1745, a ventisette anni, il di Zinno si presenta alla committenza locale con tratti decisi e personali che, uniti ad una schietta matrice cristiana, lo identificano quale artista prolifico nel panorama regionale ed extra-regionale. Sono anni di fermento per Campobasso. Durante il suo apprendistato napoletano la città si affranca al Demanio: è il 4 marzo 1742 e nel clima di fervore politico e culturale l'artista si lascia coinvolgere pienamente, rivelando una particolare inclinazione per la sfera politico-sociale, in difesa dei propri interessi e della comunità. 
1. Elemento dell'elenco numerato

### Paolo Saverio di Zinno in età adulta

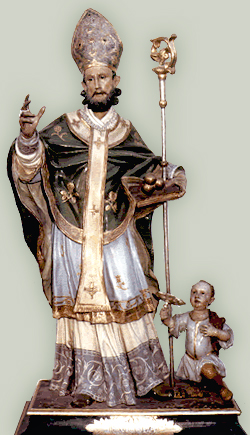
Statua di San Nicola presso la chiesa di San Nicola di Bari a San Severo

Il matrimonio con Candida Scaroina da cui riceve la casa di abitazione, e la nascita dei figli non impedisce a Paolo Saverio di impegnarsi nella vita cittadina. Eletto tra le schiere dei confrati di Santa Maria della Croce assume il governo dell'Università con Francesco del Ciampo e Nazareno Varone. Sono anni fecondi per la bottega artistica da lui aperta che, fondendo i linguaggi artistici del Colombo e del Solimena, produce una vasta statuaria sacra lasciandosi conoscere e riconoscere in tutte le terre del Regno, spingendo l'esportazione delle opere fino alla Dalmazia. 
Una Rivela del 1749, andata perduta, riportata integralmente dal D'Alena, ci fa conoscere la situazione patrimoniale e familiare della famiglia Di Zinno lasciandoci l'immagine di una gestione oculata e parsimoniosa dei beni attraverso investimenti mirati a rinforzare l'eredità avuta dalla madre. Lucia, rimasta vedova, è ospitata e assistita da Paolo Saverio. Dopo la morte del fratello Isidoro, annulla la donazione di 16 ducati in favore di un figlio defunto lasciandoli in eredità a Paolo, che tende ad essere un buon amministratore e un figlio amorevole, garanzia per una serena vecchiaia per la madre. 
Incline al rispetto della giustizia e alla difesa corporativa della classe imprenditoriale che a Campobasso si va affermando all'interno della borghesia, più volte si trova a prendere posizione nei confronti di soprusi sociali causati dagli abusi giudiziari del periodo. 
Nel 1759, insieme al Presutto, subisce un'ingiusta accusa, il danneggiamento dell'altare maggiore della chiesa di Santa Maria della Croce in Campobasso. Incarcerato, è liberato il 15 aprile dello stesso anno, cercando di rinforzare il prestigio sociale nella confraternita, commissionando un nuovo altare marmoreo all'artista partenopeo Antonio Pelliccia. 
Nello stesso anno perde le elezioni all'interno della confrateria crociata, scalzato per un solo voto dalla lista interna presentata da Filippo Mazzarotta. Da altri scarni incartamenti riportati dal Lalli apprendiamo la notizia di un di Zinno imprenditore che si interessa dell'acquisto di pecore direzionando gli investimenti familiari nell'allevamento del bestiame, una delle maggiori risorse dell'economia campobassana del tempo. 
L'autostrada del tempo, il tratturo, è fonte di crescita economica e di miglioramento sociale. Lungo l'arteria si collocano taverne, chiese e luoghi di scambio: a Campobasso si arriva per partecipare alle fiere annuali, riconosciute momento centrale della vita cittadina e dell'hinterland. La produzione artistica dello scultore si distribuisce in Abruzzo, Molise, Puglia e Campania, toccando snodi tratturali importanti.  De Luca menziona solo nella città di Campobasso la presenza di 28 statue attribuibili a Paolo Saverio.

### Le opere
Il catalogo del Felice offre una panoramica della presenza delle opere in statuaria lignea dell'artista, notevole in termini quantitativi.  La Catalano ne spiega le motivazioni, riconducendole alla capacità di lavorare con costi contenuti e con rapidità e all'offerta di prodotti che rappresentano un'ottima sintesi delle arti figurative, secondo i canoni estetici del tempo. 
Un temperamento forte e deciso, scelte imprenditoriali mirate e intelligenti, la serenità familiare ed economica, fanno del di Zinno un personaggio stabile nella vita sociale del tempo, potente e rispettato dai confrati Crociati. Sono queste le motivazioni che lo vedranno protagonista di una committenza importante, secondo Felice: la reinvenzione della processione che annualmente sfila in onore del Corpus Domini, patrimonio tradizionale delle confraternite. Resta sconosciuto il perché dell'incarico, commissionato dalle confraternite all'artista, in una temperie storico-culturale che vedeva le compagini impegnate non più in lotte intestine, concentrate ora sulla difesa del potere acquisito. 
La storiografia è unanime nell'attribuire al di Zinno l'invenzione dei congegni settecenteschi, seguendo l'idea di "rendere stabili e fisse le sagre figurazioni, i martirii e i miracoli di santi che, variando annualmente, costituivano in Campobasso la parte principale della nostra festa". 
Seguendo la sua intuizione geniale, peraltro maturata in ambienti artistici partenopei, di Zinno studia e sceglie, pensiamo in accordo con i committenti, i soggetti che faranno parte della processione del Corpus Domini, collegandosi a una logica-teologica che interpreta la motivazione eucaristica, ispiratrice dei quadri viventi allestiti nei secoli precedenti. Dall'idea alla costruzione di modellini fino alla realizzazione pratica dovettero passare degli anni e ciò rende la datazione, in assenza di memorie e eventuali contratti di committenza, un'operazione probabile e non certa. Per gli studiosi ottocenteschi la data si situa intorno al 1740, andando a cadere con il rinnovamento politico e sociale della città.  Le ipotesi attuali sposterebbero l'anno più in là fino ad arrivare ai principi degli anni '70. Restano tutte congetture che confermano il lavoro di équipe dei fabbri e del di Zinno, nella volontà di dare una veste stabile alla processione, rispondendo a problematiche logistiche ed economiche, segno di un iniziale processo di allontanamento dalle dinamiche dell'organizzazione dell'evento.
Il lavoro dell'artista è delicato e certosino: si tratta di fissare le ricche suggestioni visive immagazzinate negli anni di apprendistato napoletano, nella bellezza maestosa del Barocco delle processioni e degli allestimenti di macchine processionali e di ingegni rifiniti in modo certosino e proposti per ogni solennità civile. I grandi carri allegorici napoletani hanno spazio nei disegni dell'artista che va ad applicare le soluzioni sceniche osservate negli anni.  Tra i tanti motivi spicca la raffigurazione del Sebeto nell'Ingegno di San Gennaro, icona inserita in ogni scenografia teatrale, simbolo della città, presente nella cartografia cittadina. 
È la cultura artistica napoletana del periodo che influenza le scelte del di Zinno e di altri artisti contemporanei. Dal Franzese, riconosciuto da Lattuada primo ispiratore del Nostro, con le sue sculture lignee processionali, fino al Colombo, in cui, per la De Gregorio, le statue sembrano prender vita con atteggiamenti ed espressioni commoventi e coinvolgenti, l'artista trae ispirazione per realizzare un progetto di arte globale, in cui le singole espressioni confluiscono per creare l'effetto del meraviglioso, stupendo gli spettatori e portando i devoti a rivivere esperienze del mistero incarnato nei quadri viventi. 
Trasformare i quadri seicenteschi in statue viventi che mantengano un asse verticale nella plasticità e nello slancio verso l'alto è l'opera geniale dell'artista. La leggiadria dei panneggi, l'ingenuità dei volti infantili, il sapiente dosaggio dei colori degli abiti, l'ideazione dei sostegni invisibili, gioielli di equilibrio statico realizzati attraverso nozioni di meccanica, rendono gli Ingegni settecenteschi un capolavoro di inventiva e di sintesi tecnica e artistica del periodo. Mutare in vivente ciò che è immobile, dare tridimensionalità pulsante di sensazioni alle statue processionali non rinunciando alla verticalità dell'azione: è l'effetto creato dalle Macchine del di Zinno. 
Nata per dare sicurezza ai gruppi viventi che sfilavano su barelle e per offrire una maggiore tensione drammatica agli eventi descritti nelle singole azioni sceniche, l'idea diventa un capolavoro di sintesi artistica. Utilizzando la città da scenografia fissa, i quadri viventi s'incastonano nelle vie creando un teatro globale in cui le quinte sono rappresentate prospetticamente da palazzi e chiese. Lo schiacciamento prospettico delle raffigurazioni precedenti è superato da meccanismi costruiti intorno ad un asse verticale con il fine di condurre gli occhi del fedele verso il cielo, restituendo a Madonne, angeli e santi uno scenario infinito tra nuvole e sole. La trasformazione della festa si è compiuta. Rispondendo alle richieste delle confraternite, assecondando il gusto dell'epoca e intuendo le potenzialità degli allestimenti teatrali effimeri, il di Zinno propone un modello accettato dal popolo, familiare nell'immaginario devozionale, innovativo e meno problematico delle macchine precedenti. Siamo in presenza di un effimero che si rinnova, reiterato per un giorno all'anno. 
Lo scheletro del Mistero è smontato per riprendere vita l'anno seguente con volti e personaggi che, in parte, sostituiscono quelli degli anni precedenti, creando un maggiore coinvolgimento del popolo che può catartizzare paure, ansie e angosce offrendo per un giorno i propri figli al Dio della vita. Al di là della simbolica con cui possiamo caricare di significato le azioni sceniche, permane il legame popolare festivo. Le difficoltà e le polemiche messe in atto dalla corporazione degli agricoltori sono l'indicatore della voglia di conservare elementi scenici tradizionali che identificano l'appartenenza e la gestione di spazi festivi. Dobbiamo immaginare, nell'aria di rinnovamento, incontri tra le confraternite e lo scultore per la scelta dei soggetti, gli episodi da mettere in scena, le proprietà delle strutture da custodire e allestire annualmente, rispettando lo storico accordo di precedenza e le discussioni per l'organizzazione della processione, gli accompagnamenti musicali e i compensi. 
Superata questa fase si trattò di realizzare modellini in scala per commissionarne la realizzazione, secondo il De Luca, primo a citare la squadra di fabbri agli ordini di Emidio Cancellario che si occupò della forgiatura e della composizione delle macchine.  Gli stucchi e i colori sono sostituiti da abiti, cappelli e ali, con migliaia di penne, cipria e parrucche: una esaltazione di stoffe e trucchi scenici, impreziositi da monili d'oro posti sui cappellini o su appositi pettorali degli angeli.  
Dopo anni di lavoro e di amministrazione dei beni familiari, gestiti in modo imprenditoriale, ritroveremo nel 1761 Paolo Saverio nel sodalizio del Santissimo Sacramento, a dimostrazione del suo amore per la città e del suo impegno sociale .  
Dopo la sua morte, il 29 aprile 1781 diverrà di uso comune il detto: "or perché Paolo di Zinno è morto, niuno più porrà  statue?" , dimostrando l'alto grado di considerazione sociale che aveva acquisito lo scultore.

### Lista delle opere
Varie statue sono ospitate a Campobasso mentre, a titolo indicativo, sono presenti a: 
- San Vito Martire (1766): chiesa di San Vito a Castelguidone (CH)
- Statua dell'Assunta in Cielo: chiesa collegiata di Santa Maria dell'Assunta a Ripalimosani (CB)
- Busto di Sant'Antonio abate, Basilica di Santa Maria Assunta a Castel di Sangro (AQ)
- Statua dell'Immacolata Concezione, chiesa di Santa Maria Ester, Acquaviva Collecroce (CB)
- Madonna col Bambino (1764): chiesa di Santa Maria Assunta di Carovilli (IS)
- Madonna adorante / Madonna col Bambino / San Matteo / Sant'Anna e Maria piccolina (1769): convento di Sant'Alfonso dei Liguori, Colletorto (CB)
- Madonna con Bambino, chiesa di San Nicola di Bonefro (CB)
- Statua di San Giorgio a cavallo, chiesa madre di Scapoli (IS)
- Immacolata Concezione, chiesa di Santa Maria della Croce, Campobasso
- Madonna Immacolata, chiesa di San Mercurio, Serracapriola (FG)
- Gruppo di San Michele arcangelo che scaccia il Demonio (1763), palazzo diocesano di Benevento
- San Francesco Saverio / San Sabino vescovo, chiesa madre di Gildone (CB)
- Madonna Immacolata (1750), chiesa madre di Frosolone (IS)
- San Nicola vescovo, chiesa di San Nicola, San Severo (FG)
- Madonna Addolorata col pugnale, chiesa di San Michele, Campolieto (CB)
- Madonna Immacolata (1770?), chiesa di Gesù e Maria, Foggia
- Madonna col Bambino (1750), chiesa madre di San Polo Matese (CB)
- San Giovanni battista (1760?), chiesa di San Giovanni, Campobasso
- San Vincenzo Ferrer, chiesa della Madonna delle Grazie, Montefalcone nel Sannio (CB)
- San Francesco Saverio, chiesa di San Martino Vescovo a Campodipietra (CB)
- San Michele Arcangelo, chiesa di San Martino Vescovo a Campodipietra (CB)
- Attribuito: Madonna Addolorata, chiesa di San Giovanni a Civita Superiore di Bojano (CB)